# Vireó garser capnegre
La vireó garser capnegre (Pteruthius rufiventer) és un ocell de la família dels vireònids (Vireonidae).

## Hàbitat i distribució
Habita els boscos dels Himàlaies al nord-est de l'Índia des de l'est del Nepal cap a l'est fins Arunachal Pradesh, Manipur i Nagaland, oest i nord-est de Myanmar, sud-oest de la Xina i nord del Vietnam.